# 貼紮

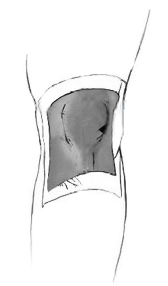
膝蓋部位的貼紮

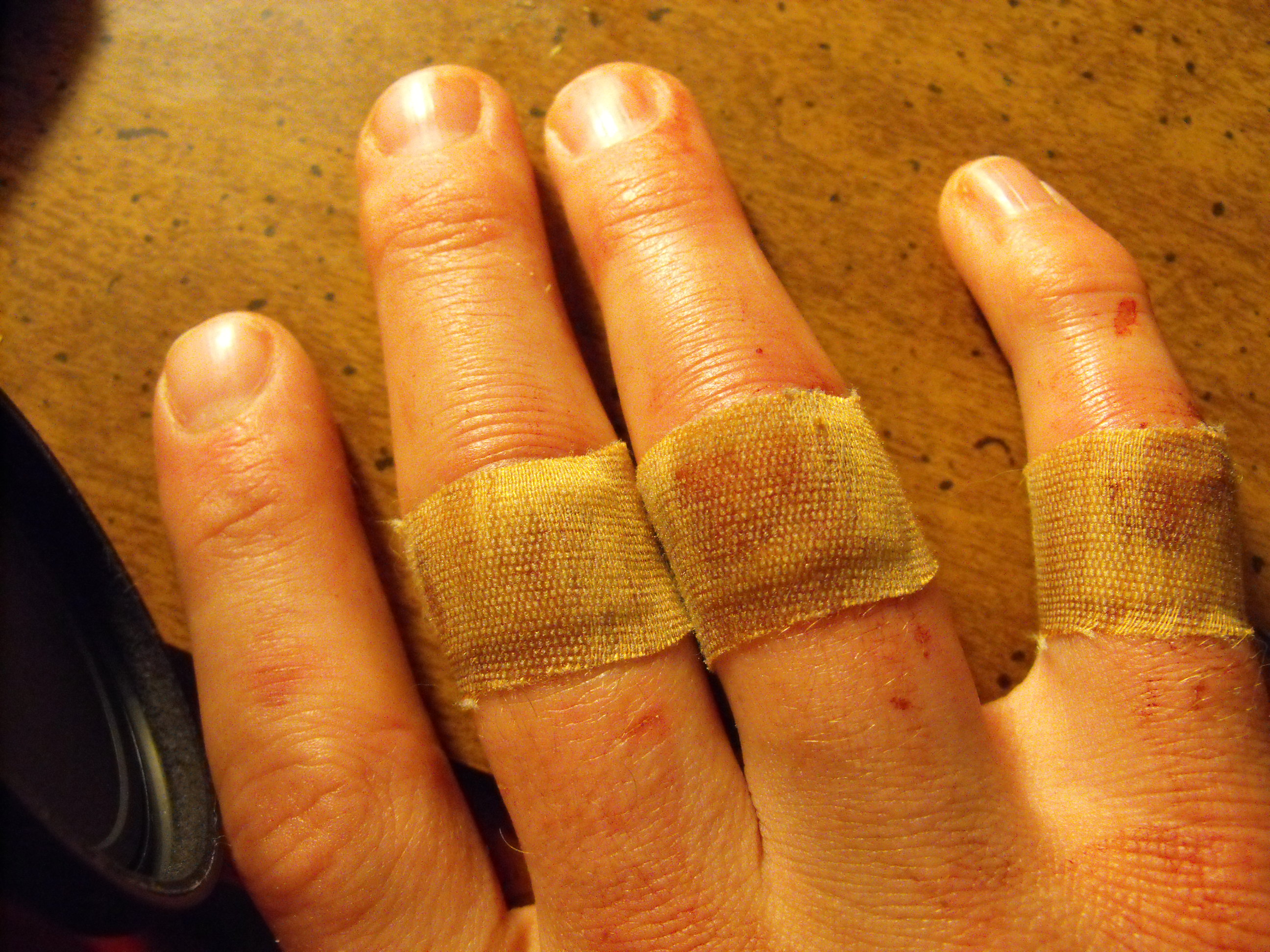
手指關節的貼紮

貼紮是一種將膠布貼於皮膚以達到增進或保護肌肉骨骼系統的非侵入性治療。貼紮技術常用於骨骼肌肉系統傷害的處理，目的為固定關節位置及限制軟組織的活動以讓軟組織在穩定的狀況下進行修補。
其原理並非給予身體任何外來物質去修補受傷的組織，而是提供組織較好的環境，讓身體自然的修補機制去修復。

## 用途
1. 運動傷害(例如：韌帶扭傷，肌肉拉傷，挫傷)的急性處理，給予壓迫、固定，減輕症狀及緩解疼痛。
2. 保護軟組織，限制軟組織的活動。
3. 限制關節活動。
4. 提供關節的穩定性，預防傷害。
5. 給予軟組織額外的支持，減少傷害的發生。
6. 治療慢性的肌肉骨骼系統傷害。

## 治療工具
貼紮需要的工具有膠布，人工皮膜，剪刀，黏著噴劑。
貼紮所使用的膠布主要分為有彈性和無彈性的。

### 無彈性的膠布
早期是以無彈性的膠布為主，運動貼布為其代表，特性為質地較厚重，不具彈性，黏著力牢靠。但透氣性較差，易過敏，固定關節的效果佳，卻也相對的限制的關節活動度。使用運動貼布需搭配人工皮膜(underwrap)使用。
無彈性的膠布的使用目的:
- 給予急性受傷部位壓迫，預防腫脹。
- 固定受傷的關節，防止不必要的動作。
- 給予關節預防性的固定，預防傷害。

無彈性的膠布的優點:
- 提供關節強力的固定，限制關節活動的效果好。
- 黏性較強。

### 有彈性的膠布
肌能系貼布是一種有彈性的膠布，此類膠布的特性為具有延展性，有和皮膚、肌肉、筋膜等軟組織延展性相當的彈性(140%-160%)，並且有相當的防水與透氣性，使用時感覺較舒適，且不會對於關節活動造成限制。